# 灰度图像
在电子计算机領域中，灰階（Gray scale）數位影像是每個像素只有一個採樣顏色的影像。這類影像通常顯示為從最暗黑色到最亮的白色的灰度，儘管理論上這個採樣可以是任何顏色的不同深淺，甚至可以是不同亮度上的不同顏色。灰度影像與黑白影像不同，在計算機影像領域中黑白影像只有黑白兩種顏色，灰度影像在黑色與白色之間還有許多級的顏色深度。但是，在數字影像領域之外，「黑白影像」也表示「灰度影像」，例如灰度的照片通常叫做「黑白照片」。在一些關於數字影像的文章中單色影像等同於灰度影像，在另外一些文章中又等同於黑白影像。
灰度影像經常是在單個電磁波頻譜如可見光內測量每個像素的亮度得到的。
用於顯示的灰度影像通常用每個採樣像素8 bits的非線性尺度來保存，這樣可以有256種灰度（8bits就是2的8次方=256）。這種精度剛剛好能夠避免可見的條帶失真，並且非常易於編程。在醫學影像與遙感影像這些技術應用中經常採用更多的級數以充分利用每個採樣10或12 bits的傳感器精度，並且避免計算時的近似誤差。在這樣的應用領域流行使用16 bits即65536個組合（或65536種顏色）。

## 外部連結
- Converting a Digital Color Photo Into Black and White （页面存档备份，存于）, includes a background on color filter use in traditional film photography, how black and white conversion works, and a comparison of digital conversion techniques
- My Design Primer article